# Вулиця Оборонна (Черкаси)
Ву́лиця Оборо́нна — вулиця в Черкасах.

## Розташування
Вулиця починається від вулиці Смілянської і простягається на північний захід, роблячи 4 вигини. На перехресті з вулицею Лесі Українки переходить у вулицю Академіка Корольова.

## Опис
Вулиця неширока, асфальтована.

## Походження назви
Вулиця була утворена 1972 року шляхом об'єднання вулиці Табірної та провулку V-го Комсомольського. Назва через розташування на ній закладів оборонно-виховної роботи, зокрема тиру та автомобільної школи ТСОУ.

## Будівлі
По вулиці розташовані промислові підприємства та різні установи.